# Takenoko
Takenoko ist ein Brettspiel des französischen Spieleautors Antoine Bauza, erschienen 2011 bei Matagot. 2012 gewann es unter anderem den französischen Spielepreis „As d’Or – Jeu de l’Année“ und wurde beim österreichischen Spielepreis „Spiel der Spiele“ als „Spielehit für Familien“ ausgezeichnet.

## Spielidee und Ablauf
Takenoko (japanisch: „Bambussprosse“) spielt vor langer Zeit am Hofe des Kaisers von Japan. Dieser hat vom chinesischen Kaiser einen heiligen Panda als Symbol des Friedens geschenkt bekommen. Seine Höflinge, die Spieler, müssen sich nun um den Panda kümmern und gleichzeitig versuchen, auf den Feldern des Hofgartens Bambus heranzuziehen. Hierfür erhalten die Spieler verdeckt Aufgaben, deren Erfüllung ihnen Siegpunkte bringt. Ziel ist, bis Spielende die meisten Siegpunkte zu sammeln.
Das Spielmaterial umfasst:
- 28 sechseckige Beete (1 Gartenteich, je 9× grün, gelb, rosa)
- 90 zusammensteckbare Bambusstücke in den Farben in grün, gelb, rosa
- 20 blaue Bewässerungskanäle
- 9 Verbesserungsplättchen
- 46 Aufgabenkarten in drei Kategorien („Beet“, „Gärtner“, „Panda“)
- 4 Spielertafeln
- 8 Aktionssteine
- je 1 handbemalte Pandafigur und 1 Gärtnerfigur
- 1 Wetterwürfel

Zu Beginn besteht der Bambusgarten nur aus dem Gartenteich; dort starten auch der Panda und der Gärtner. Die Beete und Aufgabenkarten werden gemischt als verdeckte Stapel zusammen mit dem übrigen Spielmaterial bereitgelegt. Jeder Spieler erhält neben seiner Spieltafel und zwei Aktionssteinen auch drei Aufgabenkarten. Diese sind in drei Kategorien aufgeteilt und zeigen jeweils bestimmte Bedingungen an, die es zu erfüllen gilt. Dies kann beispielsweise eine bestimmte Anordnung von Beeten im Garten sein („Beet“-Aufgaben) oder das Vorhandensein bestimmter Bambusstücke im Vorrat des Spielers („Panda“-Aufgaben).
Gespielt wird reihum. Ist ein Spieler am Zug, prüft er zunächst die Wetterbedingungen mit dem Wetterwürfel. Das erwürfelte Wetter hat Einfluss auf den folgenden Zug und kann beispielsweise eine zusätzliche Aktion oder den Bau einer Verbesserung ermöglichen. Anschließend führt der Spieler zwei aus insgesamt fünf möglichen Aktionen aus:
- ein neues Beet an den Bambusgarten anlegen
- einen Bewässerungskanal aus dem Vorrat nehmen und gegebenenfalls sofort zwischen zwei Beeten auslegen (Bambus kann nur auf bewässerten Beeten wachsen)
- den Gärtner auf ein anderes Feld bewegen, um auf diesem und angrenzenden Feldern Bambus wachsen zu lassen
- den Panda auf ein anderes Feld bewegen, um ihn dort Bambus fressen zu lassen (das Bambusstück kommt in den Vorrat des Spielers)
- eine neue Aufgabenkarte ziehen

Bestimmte Wetterbedingungen ermöglichen dem Spieler, ein Beet mit einer von drei Verbesserungen auszustatten: Eine Umzäunung schützt das Beet vor dem Panda, Gartenpflege beschleunigt das Wachstum auf dem Feld und ein Wassertank versorgt das entsprechende Feld auch ohne Bewässerungskanal mit Wasser. Auf manchen Beeten ist bereits eine Verbesserung aufgedruckt, diese können nicht weiter verbessert werden.
Kann ein Spieler im Laufe seines Zuges die Bedingungen einer oder mehrerer seiner Aufgabenkarten erfüllen, legt er die entsprechenden Karten offen aus; sie bringen ihm nun die aufgedruckte Anzahl an Siegpunkten. Konnte ein Spieler eine von der Spielerzahl abhängige Menge an Aufgaben erfüllen, erhält er hierfür Bonuspunkte in Form der Kaiserkarte, anschließend darf jeder Mitspieler noch einen letzten Zug durchführen. Es gewinnt, wer bis Spielende die meisten Siegpunkte ansammeln konnte.

## Auszeichnungen
Takenoko gewann 2012 den französischen Kritikerpreis „As d’Or – Jeu de l’Année“ und erhielt die Auszeichnung „Spielehit für Familien“ des österreichischen Spielepreises „Spiel der Spiele“. Im selben Jahr war es außerdem für den Niederländischen Spielepreis nominiert.

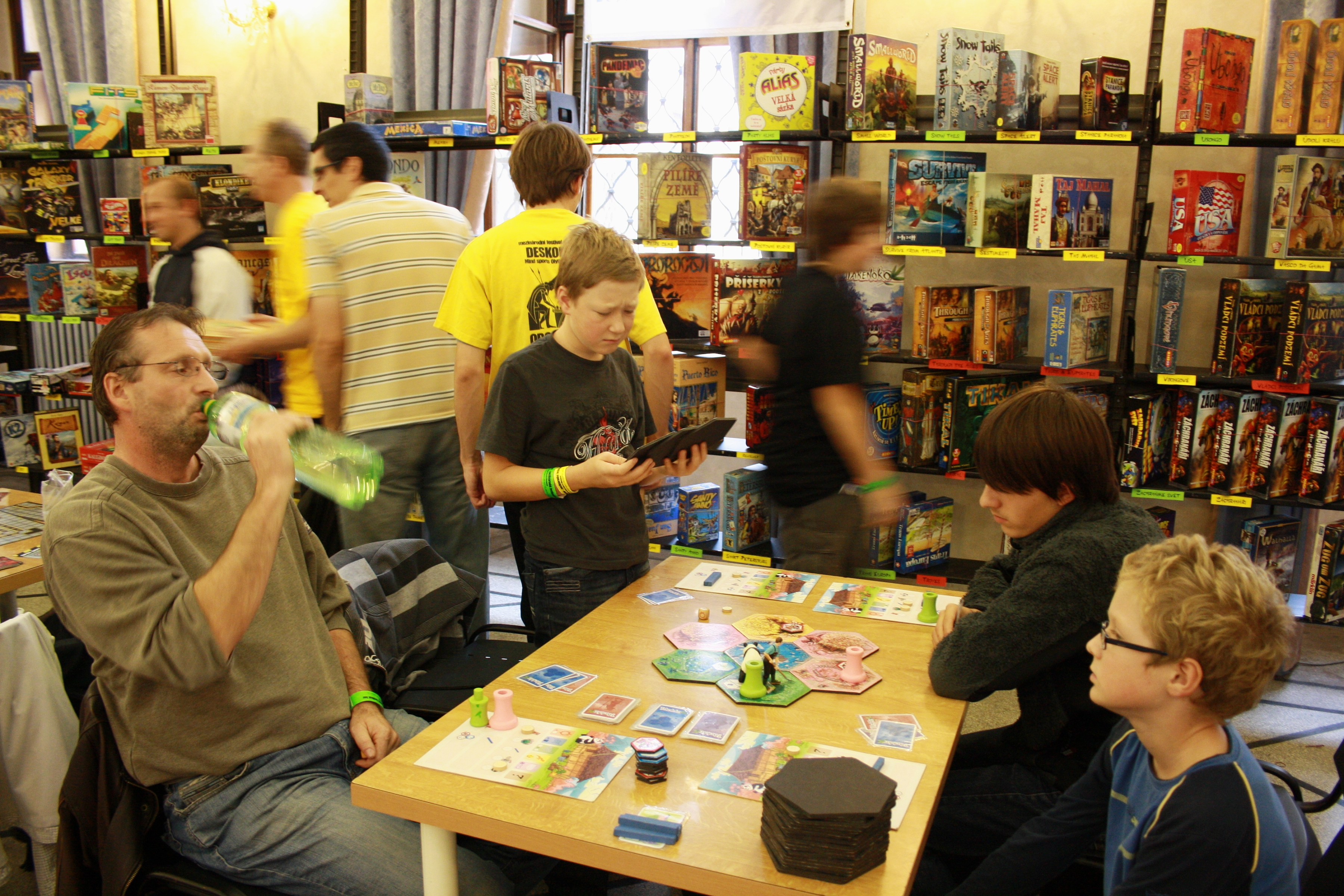
Vorführversion mit größerem Spielmaterial, 2013 veröffentlicht als Collector’s Edition.

## Collector’s Edition
Im August 2013 veröffentlichte Matagot die bis dahin nur für Vorführungen verwendete Version mit großem Spielmaterial als Collector’s Edition in einer Holzbox. Die darin enthaltenen Bambusstücke, Beete und Figuren sind etwa drei- bis viermal so groß wie in der Originalausgabe. Diese Ausgabe wurde unter anderem auch auf der „Spiel 2013“ vorgestellt.